# Radio access network

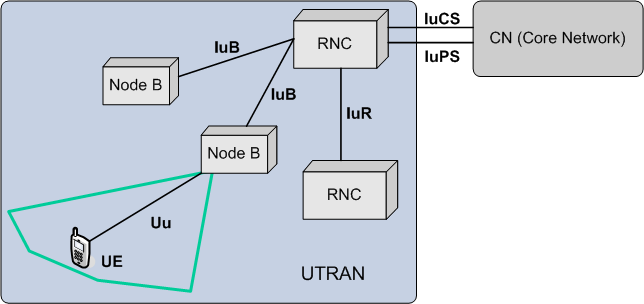
Schéma du réseau d'accès radio (Radio Acces Network)

Le réseau d'accès radio (Radio Access Network en anglais), aussi appelé RAN ou encore interface air est la partie radio d'un système de télécommunications mobiles. Il met en œuvre une technologie d'accès radio. Sur le plan conceptuel, il se trouve entre un terminal (appelé UE ou MS) tel qu'un téléphone mobile, un ordinateur, ou toute autre machine accessible à distance et permet une connexion avec le cœur de réseau (CN).
Selon la technologie (Radio Access Technology, ou RAT) du réseau de téléphonie mobile (2G, 3G, 4G, 5G), on l'appelle GERAN (GSM), UTRAN (UMTS) ou eUTRAN (LTE et 5G).